# Антифашизъм
Антифашизмът е убеждение, нагласа или движение за противопоставяне на фашистки или фашизоидни идеологии, групи, организации, управления или индивиди. Свързаният термин антифа, международно „antifa“, произлиза от немското Antifaschismus, някои антифашистки групи съдържат „antifa“ в наименованието си.

## Същност
Антифашизмът може да бъде както политическо движение, така и лична убеденост. Привържениците на антифашизма изповядват различни идеологии, от крайно леви до умерено десни. Антифашистите по света се делят най-вече на две крила – либерално и войнстващо. Либералното крило се въплъщава предимно от привърженици на парламентарната демокрация и на капитализма, докато войнстващото крило се сътавя от хора, припознаващи за свои леви идеологии като комунизма и анархизма. Либералното крило акцентира на интелектуалното противопоставяне на фашизма, докато войнстващото смята, че е необходима постоянна въоръжена съпротива срещу фашистите.

## Антифашизмът до края на Втората световна война
Антифашизмът възниква едновременно с популяризирането на фашистката идеология, но получава по-широка популярност едва към началото на Испанската гражданска война през 1936-1939, с назряване на опасността от Втората световна война.
До началото на Втората световна война водеща роля в антифашизма има войнстващото ляво крило. Сред по-важните събития са уличните боеве между Ротфронт и нацистките щурмоваци в Германия, защитната реч на Георги Димитров на Лайпцигския процес, сформирането на интернационални бригади за участие на страната на Републиката в гражданската война в Испания, изграждането на народни фронтове срещу фашизма в много европейски страни след директивата на Коминтерна от 1935.
По време на Втората световна война антифашизмът се въплъщава най-вече от съпротивителните движения срещу политиката на държавите от Оста, развили се в почти цяла Европа и голяма част от Азия. Мнозинството от тях използват метода на въоръжената борба, но има и такива с пацифистки настроения като групата на Бялата роза в Германия. Съпротивата е доминирана от комунистическите партии, но съществуват и съпротивителни движения с либерална насоченост като ЕККА в Гърция.

## Антифашизмът след Втората световна война
След Втората световна война за антифашистки се обявяват най-вече леви младежки организации (например американската RASH) и обединения на бивши дейци на Съпротивата (международното обединение FIR). Докато последните са по-скоро със затихващи функции, то от първите продължават активно да действат и да се създават нови.

## Антифашизмът в България
Българската марксистка историография определя действията на българските леви сили против публичната власт като антифашизъм още по времето на Юнското въстание през 1923 г. Според комунистически източници, Септемврийското въстание през 1923 година се определя от историографията като „...първото в света антифашистко въстание“ , т.е. като първата антифашистка проява, независимо че фашистката идеология като политическа доктрина се развива по-късно и става държавна политика първо в Италия.
Съпротивата срещу властта от страна на комунистически и прокомунистически сили до 9 септември 1944 година в редица пропагандни източници се разглежда като антифашистка. През 30-те години на ХХ век БРП изпълнява директивата на Коминтерна и участва в създаването на Народен фронт. През лятото на 1941 година в България е поставено началото на въоръжена съпротива, осъществявана от бойни групи и партизански формирования под ръководството на БРП. През 1943 е създаден Отечествен фронт, а същата година въоръжените отряди са обединени в Народоосвободителна въстаническа армия.
Режимът, ръководен от БКП до 1989 г., приема антифашизма за част от държавната идеология. В духа на комунистическата пропаганда режимът, установен в България до 1944 година, е определян като фашистки. Проповядването на фашизъм и участието във фашистки организации е вписано като престъпление в Наказателния кодекс. Създаден е Съюз на борците против фашизма, в който членуват бивши участници във въоръжената съпротива от периода 1941-1944.
След 1989 година организацията, която най-активно се обявява за антифашистка е Българският антифашистки съюз (така се нарича предишният Съюз на активните борци от началото на 1990 г.). Тя се занимава предимно с отбелязване на юбилейни годишнини от събития от партизанското движение и Втората световна война.

## Пропагандно използване на термина
В ГДР Берлинската стена, оградила анклава Западен Берлин с цел предотвратяване на бягствата на източногерманци в него, е официално наречена "Антифашистка отбранителна стена".